# Djabir Saïd-Guerni
Djabir Saïd-Guerni (Algiers, 29 de março de 1977) é um ex-meio-fundista argelino, campeão mundial dos 800 metros em Paris 2003  e medalhista olímpico em Sydney 2000.